# Charnas
Charnas és un municipi francès situat al departament de l'Ardecha i a la regió d'Alvèrnia-Roine-Alps. L'any 2007 tenia 683 habitants.

## Demografia

### Població
El 2007 la població de fet de Charnas era de 683 persones. Hi havia 241 famílies de les quals 42 eren unipersonals (21 homes vivint sols i 21 dones vivint soles), 71 parelles sense fills, 120 parelles amb fills i 8 famílies monoparentals amb fills.
La població ha evolucionat segons el següent gràfic:
Habitants censats

### Habitatges
El 2007 hi havia 272 habitatges, 252 eren l'habitatge principal de la família, 10 eren segones residències i 11 estaven desocupats. 267 eren cases i 4 eren apartaments. Dels 252 habitatges principals, 210 estaven ocupats pels seus propietaris, 38 estaven llogats i ocupats pels llogaters i 3 estaven cedits a títol gratuït; 7 tenien dues cambres, 28 en tenien tres, 92 en tenien quatre i 124 en tenien cinc o més. 215 habitatges disposaven pel capbaix d'una plaça de pàrquing. A 89 habitatges hi havia un automòbil i a 149 n'hi havia dos o més.

### Piràmide de població
La piràmide de població per edats i sexe el 2009 era:
| Homes | Edats   | Dones |
| ----- | ------- | ----- |
| 0     | 95 o +  | 0     |
| 0     | 90 a 94 | 0     |
| 0     | 85 a 89 | 4     |
| 8     | 80 a 84 | 8     |
| 16    | 75 a 79 | 20    |
| 8     | 70 a 74 | 4     |
| 4     | 65 a 69 | 4     |
| 0     | 60 a 64 | 20    |
| 16    | 55 a 59 | 4     |
| 8     | 50 a 54 | 16    |
| 28    | 45 a 49 | 0     |
| 20    | 40 a 44 | 24    |
| 36    | 35 a 39 | 16    |
| 4     | 30 a 34 | 44    |
| 12    | 25 a 29 | 4     |
| 8     | 20 a 24 | 8     |
| 12    | 15 a 19 | 32    |
| 48    | 10 a 14 | 4     |
| 8     | 5 a 9   | 16    |
| 8     | 0 a 4   | 24    |

## Economia
El 2007 la població en edat de treballar era de 437 persones, 326 eren actives i 111 eren inactives. De les 326 persones actives 306 estaven ocupades (166 homes i 140 dones) i 20 estaven aturades (7 homes i 13 dones). De les 111 persones inactives 31 estaven jubilades, 41 estaven estudiant i 39 estaven classificades com a «altres inactius».

### Ingressos
El 2009 a Charnas hi havia 272 unitats fiscals que integraven 721 persones, la mediana anual d'ingressos fiscals per persona era de 16.972 €.

### Activitats econòmiques
Dels 22 establiments que hi havia el 2007, 1 era d'una empresa de fabricació de material elèctric, 2 d'empreses de fabricació d'altres productes industrials, 4 d'empreses de construcció, 2 d'empreses de comerç i reparació d'automòbils, 1 d'una empresa de transport, 2 d'empreses d'hostatgeria i restauració, 3 d'empreses financeres, 2 d'empreses immobiliàries, 2 d'empreses de serveis i 3 d'empreses classificades com a «altres activitats de serveis».
Dels 6 establiments de servei als particulars que hi havia el 2009, 1 era un paleta, 1 fusteria, 1 electricista, 1 perruqueria, 1 restaurant i 1 agència immobiliària.
L'any 2000 a Charnas hi havia 31 explotacions agrícoles que ocupaven un total de 221 hectàrees.

## Equipaments sanitaris i escolars
El 2009 hi havia una escola elemental.

## Poblacions més properes
El següent diagrama mostra les poblacions més properes.